# Darlene Hardová
Darlene Ruth Hardová (6. ledna 1936 Los Angeles – 2. prosince 2021) byla americká tenistka, členka Mezinárodní tenisové síně slávy.
Absolvovala Pomona College. Hrála pravou rukou, byla známá silovým stylem hry servis–volej. V letech 1960 a 1961 byla druhou nejlepší amatérskou tenistkou světa, na grandslamových turnajích hrála sedm finále ve dvouhře (z toho tři vítězná) a osmnáct ve čtyřhře (z toho třináct vítězných). Spolu s Carole Caldwellovou získala zlatou medaili v ženské čtyřhře na Panamerických hrách 1963. S americkým družstvem vyhrála Wightmanův pohár v letech 1957, 1959, 1962 a 1963 i úvodní ročník Poháru federace v roce 1963.
V roce 1964 ukončila hráčskou kariéru a živila se jako trenérka a majitelka tenisového obchodu. V roce 1969 se k tenisu nakrátko vrátila a ve 33 letech dokázala s Francouzkou Françoise Dürrovou vyhrát čtyřhru na US Open. V roce 1981 ze zdravotních důvodů přestala trénovat a přijala zaměstnání ve vydavatelství Jihokalifornské univerzity.

## Grandslamové tituly
- French Open: dvouhra 1960, čtyřhra 1955, 1957 a 1960
- Wimbledon: čtyřhra 1957, 1959, 1960 a 1963
- US Open: dvouhra 1960 a 1961, čtyřhra 1958, 1959, 1960, 1961, 1962 a 1969